# Nanos antsalovaensis
Nanos antsalovaensis är en skalbaggsart som beskrevs av Olivier Montreuil och Viljanen 2011. Nanos antsalovaensis ingår i släktet Nanos och familjen bladhorningar. Inga underarter finns listade i Catalogue of Life.